# 埃拉布伦
埃拉布伦是德国巴伐利亚州的一个市镇。总面积4.01平方公里，总人口1702人，其中男性853人，女性849人（2011年12月31日），人口密度424人/平方公里。